# Tulio Valenzuela Valenzuela
Tulio Valenzuela Valenzuela (San Fernando, 28 de mayo de 1909–Santiago de Chile, 6 de diciembre de 1978) fue un militar y político chileno. Ejerció el servicio público desde distintos ámbitos y posiciones: fue militar, intendente de la provincia de Coquimbo, y gobernador de la Provincia de Elqui. Fue militar, graduado como oficial de artillería.

## Biografía
Nació en San Fernando el 28 de mayo de 1909, sus padres fueron Crisósforo Valenzuela Guzmán y Amanda Valenzuela Greene.
La educación escolar la cursó en el Colegio San Ignacio (Santiago de Chile). En 1927 ingresó a la Escuela Militar del Libertador Bernardo O'Higgins graduándose como oficial de artillería en 1929. Ejerció su carrera militar en el Regimiento de Artillería de Antofagasta, Regimiento Tacna de Santiago y Regimiento Arica en La Serena.
Se retiró del Ejército en 1954, con el grado de coronel. Durante el gobierno de Gabriel González Videla, siendo aún militar, fue el jefe militar del Plan Serena. Se casó con María Olivia Peralta Vásquez, serenense, con quien tuvo 4 hijos: Sergio Fernando, constructor civil, Luis Arturo, administrador de empresas, Carmen Luz, ingeniero comercial y María Olivia, educadora de párvulos.
Luego de su retiro del Ejército, fue intendente de la Provincia de Coquimbo entre los años 1958 y 1964, y posteriormente ejerció como Gerente de Recursos Humanos de la Compañía Minera Bethlehem.
Desde el 21 de enero de 1976 y hasta la fecha de su muerte ejerció como gobernador de la provincia de Elqui.

## Carrera política
Valenzuela fue intendente de la provincia de Coquimbo, hoy Región de Coquimbo, en el período comprendido entre 1958 y 1964 durante el gobierno de Jorge Alessandri. En dicho cargo, participó de la repatriación de los restos mortales de la poetisa Gabriela Mistral, en marzo de 1960, y en la construcción de un mausoleo especial.
Luego fue gobernador de la provincia de Elqui desde el 21 de enero de 1976 hasta el 6 de diciembre de 1978, fecha de su fallecimiento.